# Chýnov
Chýnov este o comună și un oraș din districtul Tábor din regiunea Boemia de Sud a Cehiei. Are o populație de aproximativ 2.600 de locuitori. Cel mai important obiectiv turistic din Chýnov este Biserica Sfintei Treimi.
43954 Chýnov este o planetă minoră care a fost numită după Chýnov.

## Diviziuni administrative
Chýnov este format din cinci diviziuni administrative (în paranteze populația conform recensământului din 2021):
- Chýnov (1949)
- Dobronice u Chýnova (143)
- Kloužovice (174)
- Velmovice (70)
- Záhostice (119)

## Etimologie
Numele este derivat din numele personal Chýna, cu sensul de „(castelul) al lui Chýna”.

## Geografie
Chýnov se află la aproximativ 9 kilometri (6 mi) est de Tábor și la 53 kilometri (33 mi) nord-est de České Budějovice. Zona cu construcții se află în zona Muntelui Křemešník, dar teritoriul comunei se extinde și în Munții Tábor spre vest. Cel mai înalt punct al comunei este dealul Ve Vrších aflat la 602 metri (1.975 ft) deasupra nivelului mării.

## Istorie
Prima mențiune scrisă despre Chýnov este din anul 981, când a fost menționat în Chronica Boemorum⁠(d). Din 1250, satul a aparținut de episcopia romano-catolică din Praga. În timpul domniei episcopului Arnošt de Pardubice, cetatea locală a fost reconstruită ca un castel și au fost create mai multe iazuri. În a doua jumătate a secolului al XV-lea, Chýnov a fost cumpărat de familia Malovec din Malovice⁠(d).
În anul 1719, moșia a fost achiziționată de Casa de Schwarzenberg. Aceștia au reconstruit castelul ca o reședință aristocratică în stil baroc.
În 1903, Chýnov a fost promovat ca oraș.

## Transporturi
Drumul I/19 (tronsonul dinspre Tábor spre Pelhřimov⁠(d)) trece prin oraș.
Chýnov se află pe linia de cale ferată Jihlava – Tábor.

## Obiective turistice

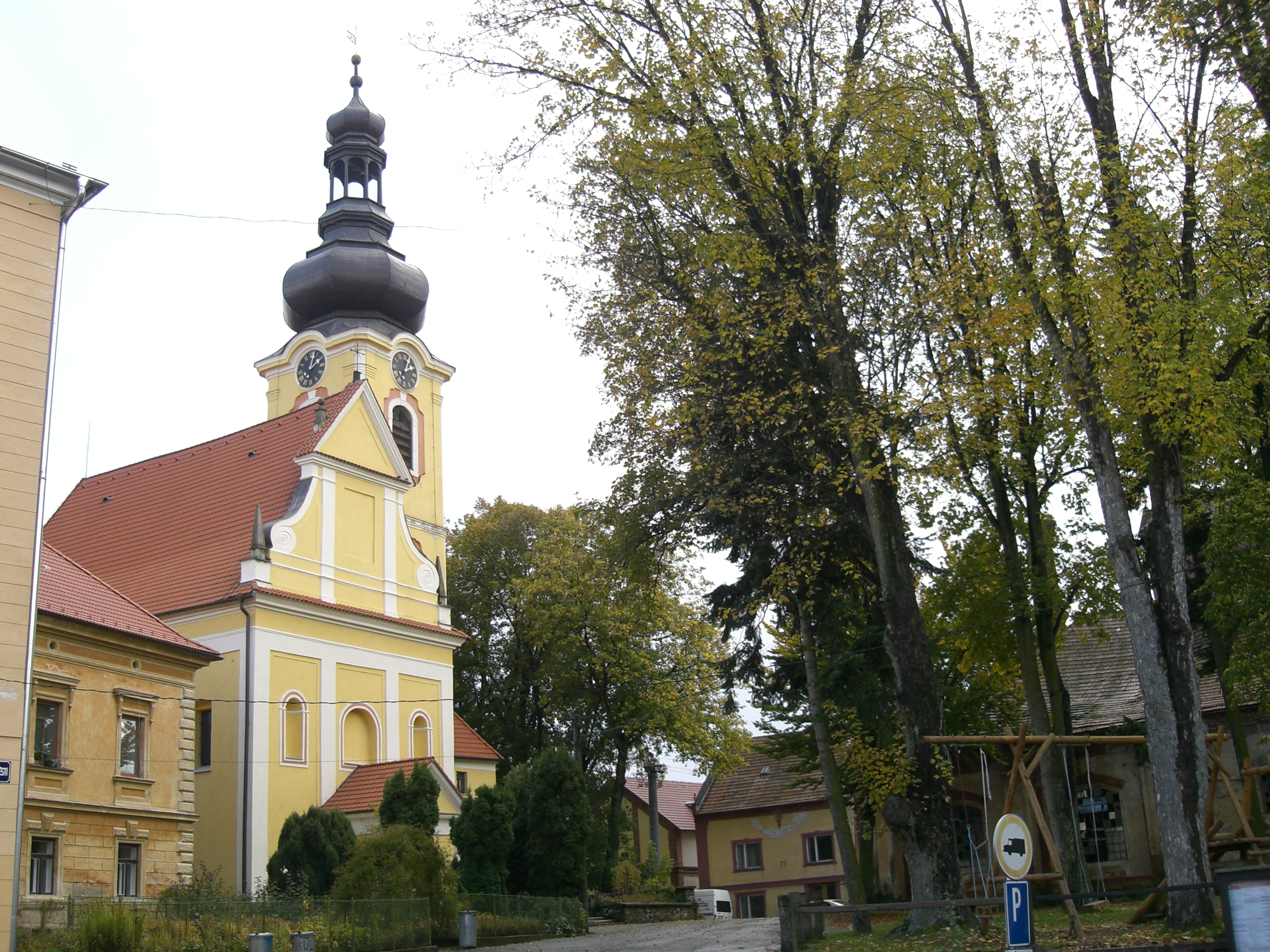
Biserica Sfintei Treimi

Cel mai important monument din Chýnov este Biserica Sfintei Treimi. Probabil că inițial a existat o biserică romanică din 995, care a fost înlocuită de o nouă clădire gotică la mijlocul secolului al XIV-lea. În perioada 1670–1679, biserica a fost reconstruită în forma sa actuală barocă. Turnul a fost adăugat în 1727.
Castelul Chýnov a fost inițial o fortăreață, reconstruită ca un castel baroc între 1730–1732. Parcul englezesc⁠(d) a fost fondat în secolul al XIX-lea. Astăzi, în castel funcționează o casă de bătrâni.

## Persoane notabile
- František Bílek⁠(d) (1872–1941), sculptor și arhitect
- Adam Zadražil⁠(d) (născut în 2000), fotbalist

## Orașe înfrățite
Chýnov este înfrățit cu:
- Oberthal⁠(d), Elveția